# Claudia Augusta
Claudia Augusta (née le 21 janvier 63 à Antium, morte vers mai de la même année) est la seule enfant de l'empereur romain Néron.

## Biographie
À la naissance de Claudia, Néron honore son nom (ainsi que celui de sa mère, sa seconde épouse, Poppée) avec le titre d'Augusta. Des statues d´or sont déposées dans des temples et des jeux du cirque sont organisés pour célébrer sa naissance.
Elle meurt quatre mois après et est alors divinisée par ses parents.